# Dana (Illinois)
Pour les articles homonymes, voir Dana.
Dana est un village du comté de LaSalle dans l'Illinois, aux États-Unis,. Situé au sud du comté, il est incorporé le 13 janvier 1876.

## Démographie
Lors du recensement de 2010, le village comptait une population de 159 habitants. Elle est estimée, en 2016, à 154 habitants.

### Source de la traduction
- (en) Cet article est partiellement ou en totalité issu de l’article de Wikipédia en anglais intitulé « Dana, Illinois » (voir la liste des auteurs).